# Società Sportiva Monopoli 1966
A.C. Monopoli é uma eqipa que joga na Lega Pro, no Campeonato Italiano de Futebol. Tem como presidente Enzo Mastronardi. Joga no Vito Simone Venezian.